# ماکسیم تاراسوف
ماکسیم تاراسوف (روسی: Максим Владимирович Тарасов؛ زادهٔ ۲ دسامبر ۱۹۷۰) ورزشکار پرش با نیزه اهل اتحاد جماهیر شوروی سوسیالیستی است.